# Peter Phillips (componist)
Peter Phillips (San Francisco, 10 februari 1930) is een Amerikaans componist en muziekpedagoog.
Van deze componist is niet veel bekend. Na zijn studie was hij docent aan de zogenoemde Whole Earth Sudies van de Universiteit van New York in New York. Als componist schreef hij werken voor verschillende genres, maar vooral zijn werken voor harmonieorkest zijn tot nu (2010) bekend.

## Composities

### Werken voor orkest
- 1970 Novasonic, voor orkest

### Werken voor harmonieorkest
- 1961 Two pieces for band
  1. Lullaby
  2. galop
- 1964 Who stole my kangaroo?
- 1966 Continuum for Winds
- 1967 Adew sweet amarillas
- 1968 Washington Arch
- 1969 Round Trip - a divertimento for winds
- 1970 Gothic Suite
- Divertimento
- Two French Songs

### Kerkmuziek
- 1969 Psalm XV, voor gemengd koor
- 1970 Cecilia, Virgin/Caecilia Virgo, voor gemengd koor (SSAATTBB) - tekst: John McCarthy
- 1970 Maiden, Mother Of Our Savior, voor gemengd koor (SSATB) - tekst: John McCarthy
- 1970 Praise To Thee/ Tibi Laus, tibi Gloria, voor gemengd koor (SSATB) - tekst: John McCarthy
- Regina Coeli/Queen of Heaven, voor gemengd koor
- Surgens Jesu, voor gemengd koor (SSATB)

### Werken voor koren
- The Nightingale, voor gemengd koor (SATTB)

### Vocale muziek
- Don't Call Me Sweetheart Anymore, voor zangstem en piano

### Kamermuziek
- 1963 Little prelude and blues, voor blaaskwintet
- 1963 A Lonesome Music, voor hobo of trompet
- 1968 Divertimento, voor drie contrabassen
- 1970 Fantasy for Clarinet
- 1982 Survivors : a concerto (in one movement), voor improviserende solist en strijkkwartet